# Всесвітній потоп

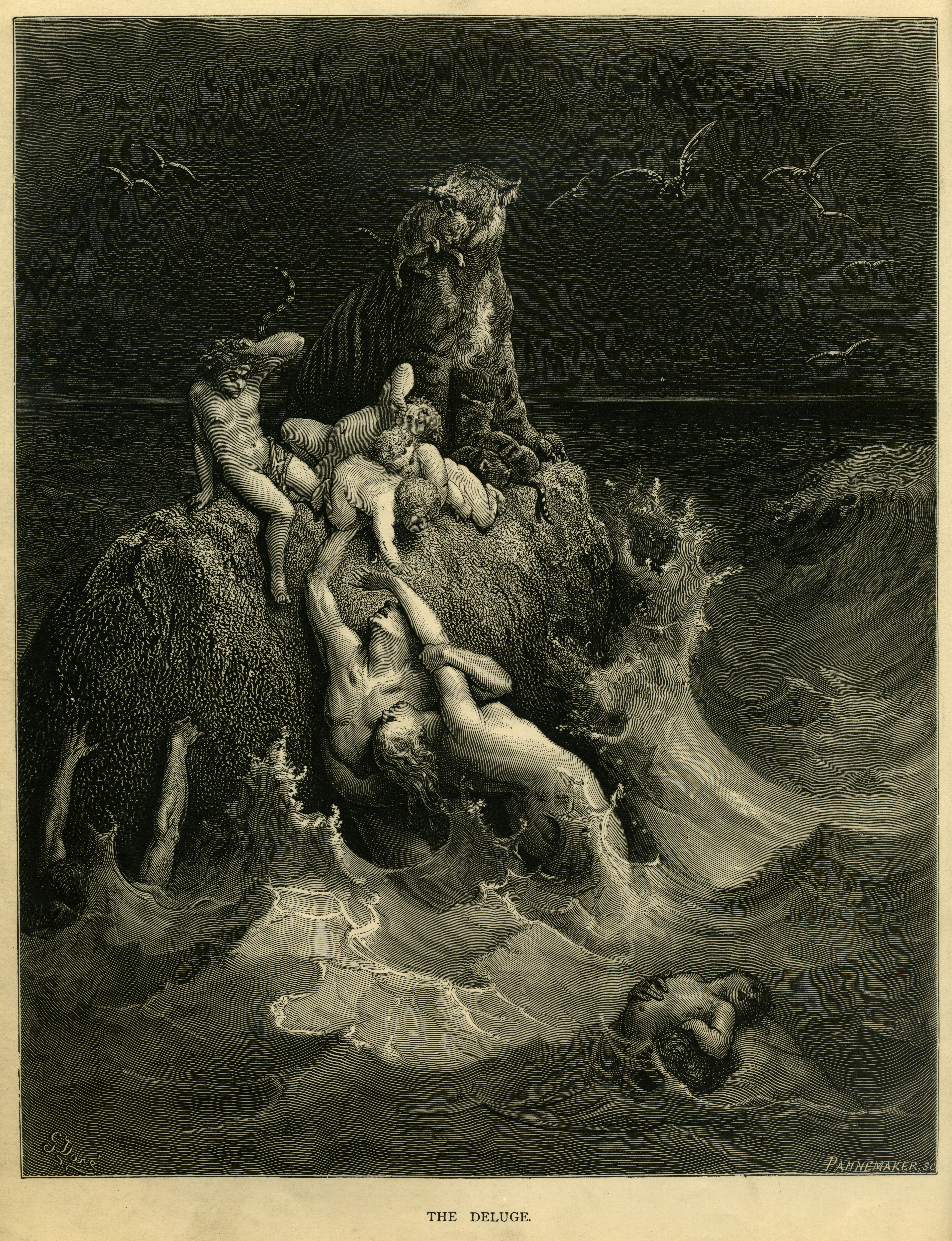
Потоп, Густав Доре, 1866

Всесві́тній пото́п — широко відома серед багатьох народів розповідь про знищення першого світу та людства Богом через сорокаденний дощ, розлив рік чи то велику хвилю і затоплення всієї землі водою. Історія потопу відображена в історіях і легендах більшості культур світу. Найдетальніше в західній культурі описана в Біблії (книга Буття), також в індуїських Пуранах і у вавилонському Епосі про Гільгамеша.

## Шумер
Шумерський міф про потоп розповідає, як бог Енкі попереджає Зіусудру (ім'я значить «він бачив життя» в пояснення дару безсмертя, дарованого йому богами), царя Шуруппака, про боже рішення знищити людство в потопі. Частина історії, де пояснюється, чому боги вирішили знищити людство, нині втрачена — існує версія, що боги розлютилися на людей, бо ті забули, що ціль їхнього створення — поклоніння богам. Енкі навчає Зіусудру, як побудувати великий човен, — текст, що описує інструкції, втрачений також. Після семиденного потопу Зіусудра приносить необхідні жертвоприношення і звернення до Ану (бога неба) та Енліля (голові богів), і отримує вічне життя в Ділмуні (шумерський рай) від богів. Міф існує в єдиному варіанті, у фрагментарному Eridu Genesis, що датується XVII століттям до н. е.
У списку «Шумерських царів», родоводі правлячої династії, також є згадки про потоп. Список пояснює, що «царювання вперше встановилося в Іріду», і потім перейшло на Ларак, Бад-Тібір, Сіппар і Шаррупак. При розкопках в Іраку були знайдені ознаки потопу в Шаррупаку близько 2750 року до н. е., що сягнув майже міста Кіш, цар якого Етана, як вважається, заснував першу шумерську династію після потопу.

## Біблія про потоп
Докладніше: Ноїв ковчег

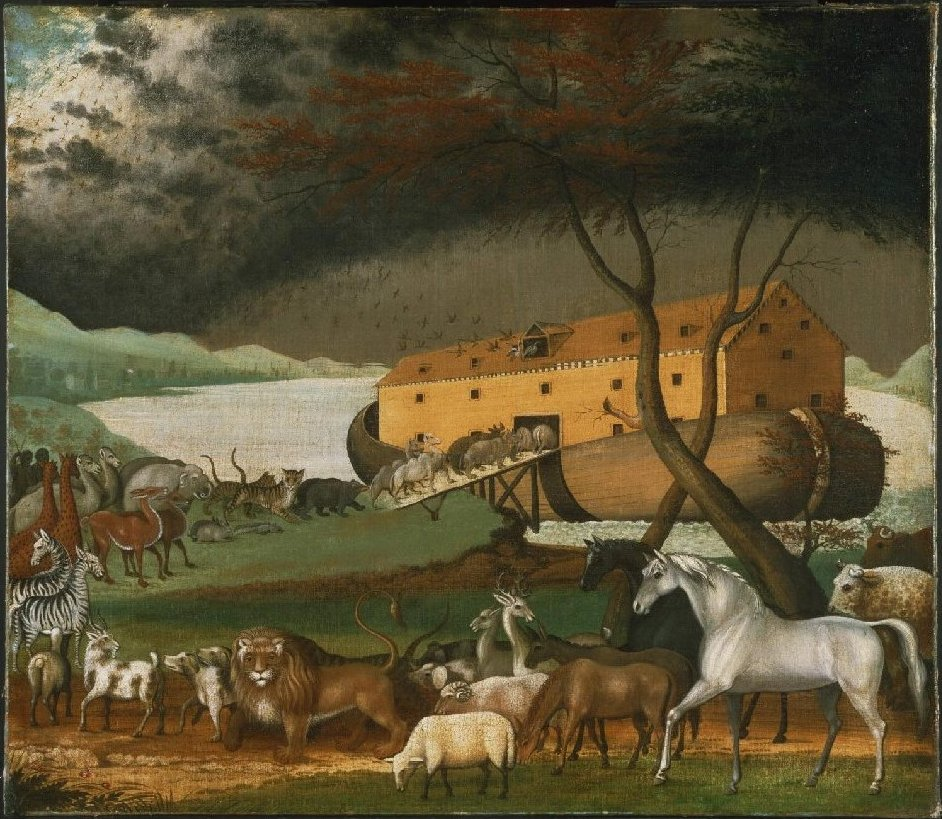
Тварини збираються в Ноїв ковчег, Едвард Хікс, 1846.

Згідно з книгою Буття, після створення людини Бут.1:26—31; Бут. 2:7-25, через 1656 років, і вигнання з Едему (рай), через непослух Богу,Бут.3:1—24 вбивство Авеля Каїном;Бут. 4:1-16 Коли люди почали множитись на землі і родились у них дочки, тоді сини Божі побачили дочок людських, що вони гарні, і брали їх собі в жінки, яких хто вибрав. І сказав Господь: не вічно Духу моєму бути зневажаємим людьми, тому що вони плоть; нехай будуть дні їх сто двадцять літ. В той час були на землі велетні, особливо же з того часу, як сини Божі стали входити до дочок людських, і вони стали народжувати їм: це сильні, здавна славні люди.Бут. 6:1-4) і земля наповнилася насильством.Бут.6:13 Тому «пожалкував був Господь, що людину створив. І засмутився Він у серці Своїм».Бут.6:6 Вирішив Господь: «Зітру з лиця землі людей, яких Я створив, від людини до тварин, і гадів і птахів небесних знищу, бо Я розкаявся, що створив їх…».Бут.6.7 Тільки Ной знайшов благодать в Господніх очах.Бут.6:8
Бог звелів Ною побудувати ковчег, куди увійшли Ной, три його сини: Сим, Хам, Яфет та їхні дружини, а також тварини (чистих тварин по сім чоловічої та жіночої статі, нечистих — дві), птахів чистих (по сім), птахів нечистих (по два), умістивши їх у ковчег із достатніми запасами їжі. Все це Ной мав зробити за сім днів.
На 600-му році життя Ноя і 1656 років після створення Адама і Єви Бог послав потоп. 10-го дня 2-го місяця Ной увійшов у ковчег, 17-го числа — почав лити дощ «відкрилися джерела великої безодні і розчинилися небесні розтвори». Дощ тривав безперестанно протягом 40 днів. Земля була вкрита водою упродовж 150 днів. 17-го дня 7-го місяця ковчег зупинився на горі Арарат. 1-го дня 10-го місяця вода спала так, що стали видними верхівки гір. Вода зійшла 17-го дня 12-го місяця. Земля висохла цілковито, і Ной вийшов з ковчега 27-го дня 2-го місяця. Всього в ковчезі проведено 377 днів.Бут.7-8
Після потопу Ной приніс у жертву чистих тварин, і Бог пообіцяв не знищувати світ потопом, навіть якщо нахил серця людини недобрий спочатку. Тепер сівба, жнива, холод, спека, літо, зима, день і ніч не повинні припинитися.Бут. 8:20-22; 9:1-17 І знаком, що потопу більше не буде Бог назвав веселку.Бут. 9:11-17

## Вавилон

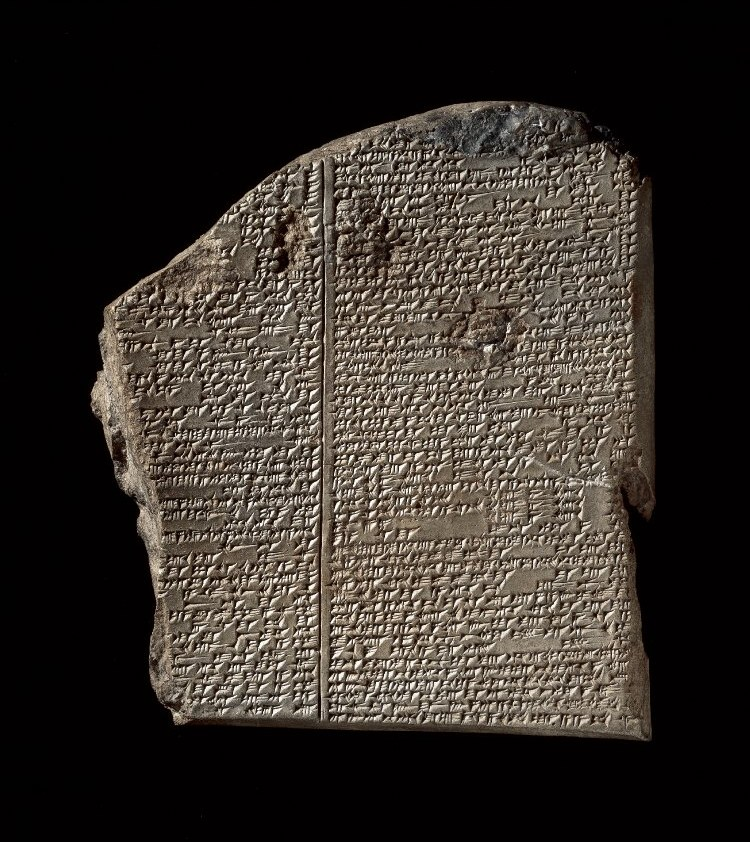
Глиняна таблиця (11-та таблиця) Епоса Гільгамеша на аккадській мові

У вавилонському епосі про Гільгамеша, приблизно в кінці розділу «Він, хто бачив глибину» версії (11-та таблиця) є посилання на всесвітній потоп. Герой поеми Гільгамеш шукаючи безсмертя знаходить старця на ім'я Унапіштім (його ім'я є прямим перекладом з шумерського Зіусудра — див. нижче), що мешкає в Дільмуні. Дільмуном (англ. Dilmun) вважається сучасний Бахрейн, місце де давні люди вказували на місцезнаходження давнього Едему (раю). Унапіштім відповідає Ною в біблійній історії про потоп. Унапіштім розповідає Гільгамешу як Іє (шумерською Енкі) попередив його про Божий план знищити все живе через великий потоп (повінь) і навчив його побудувати судно в якому він міг спасти його сім'ю і друзів, його багатство і худобу. Після потопу боги шкодували про власний вчинок і зробили Унапіштіма безсмертним.

## Стародавній Китай
Див. Юй Великий та Великий Потоп (Китай).

## Дослідження міфу

### Критика
Критики теорії потопу заперечують існування великих об'ємів води, що вкрила б усі гори. Бо тоді кількість води повинна була б збільшитись більш, ніж в 3 рази, а потім зменшитись до початкового рівня. У той час як, наприклад, танення всіх льодовиків на планеті може збільшити рівень океану лише на 1,5 %.
Прихильники теорії потопу заперечують це тим, що до потопу не було високих гір.

### Наукові пояснення
Геологи відкидають можливість всесвітнього потопу, проте звертають увагу на масштабні повені річок, що можливо послуговували основою для історії про потоп. Наприкінці льодовикового періоду, 9000-8000 років до н. е., в результаті танення льодовиків багато річок вийшли з берегів.
Теорія Раяна — Пітмана змальовує катастрофічний потоп, що стався 5600 року до н. е. через відкриття Дарданел водами з Середземного моря, підняття рівня вод у Чорному морі й затоплення причорноморських низовин (особливо північне узбережжя).
Також згадуються можливі великі цунамі. Відома грецька історія про Девкаліонів потоп, що зруйнував Тіру, скоріш за все була зумовлена великим цунамі, що сталося в 1800—1500 роках до н. е..
Висувається також теорія про гігантський астероїд або астероїди, що впали в Індійський океан в районі острова Мадагаскар близько 3100 року до н. е., спричинили величезне цунамі та випарували велику масу води в нижню атмосферу, що й спричинило величезні дощі по всій планеті Земля. Ця теорія знаходить все більше доказів: знайдені сліди гігантських цунамі на острові Мадагаскар та метеоритний кратер на дні Індійського океану. Прогнозовані наслідки падіння великого метеориту в Індійський океан доволі точно відтворюють картину описану у низці міфів різних народів світу.
Для всепланетного катаклізму з підняттям рівня води до найвищих вершин Гімалаїв достатньо води у Світовому океані, якщо її використати у колосальному припливі. Рушійною силою такого припливу може стати проходження повз планету значного астрономічного об'єкта. Припливний горб у такому разі може обійти усю планету, затоплюючи найвищі гірські вершини. Така подія може мати планетарні наслідки й бути фатальною для людства.

### Релігійне сприйняття
Християни, ортодоксальні юдеї і мусульмани вірять у Всесвітній потоп як історичний факт. Велика кількість міфів про всесвітній потоп з незалежних джерел різних народів світу може вказувати як на єдину історичну подію, так і типове поширене явище, перебільшене в уяві тих, хто зміг пережити катаклізм. Деякі різниці в історіях про потоп пояснюються довільним переказом протягом поколінь без письмових записів.

## В культурі
Подія всесвітнього потопу біблійної версії відображена в фільмі Ной (2014). 